# Saara Kuugongelwa
Saara Kuugongelwa-Amadhila (Okahao, Namibia, 12 de octubre de 1967) es una política y economista namibia. Estudió en la Universidad Lincoln. Pertenece al partido Organización del Pueblo de África del Sudoeste (SWAPO). Ejerció como primera ministra de Namibia del 21 de marzo de 2015 al 21 de marzo de 2025.

## Biografía
Nacido en Otamanzi, Omusati, Kuugongelwa se exilió con SWAPO en 1980 a la edad de trece años y se fue a Sierra Leona en 1982 a la edad de quinze años. Asistió a Koidus Girls Secondary School de 1982 a 1984 y a St Joseph's Secondary School de 1984 a 1987. De 1991 a 1994, Kuugongelwa estudió en la Universidad de Lincoln en Pensilvania (EE. UU.), donde se graduó con un título en Economía.
Kuugongelwa regresó a Namibia después de graduarse de Lincoln y ocupó un puesto de oficial de la mesa del presidente bajo el mandato del presidente Sam Nujoma. A la edad de veintisiete años, en 1995, Kuugongelwa fue nombrado directora general de la Comisión Nacional de Planificación, un cargo ministerial. Fue nombrada ministra de Hacienda en 2003.
En el Día de los Héroes 2014, recibió la más brillante Orden del Sol, segunda clase.
Junto con el presidente Hage Geingob, Kuugongelwa asumió el cargo de cuarto primer ministro de Namibia el 21 de marzo de 2015. Es la primera mujer en ocupar el cargo.
En mayo de 2016, Kuugongelwa participó en "Una conversación con el honorable y honorable Saara Kuugongelwa-Amadhila, primer ministro de la República de Namibia", una discusión moderada con el proyecto Mujeres en el Servicio Público del Centro Wilson, el Programa Centros Africanos para Wilson y África. Ella habló sobre la igualdad de género muchas veces, incluso durante la visita del primer ministro de Mali, Modibo Keita, y en un discurso (leído por Christine Hoebes en su nombre) en la 10ª Cumbre de Mujeres Namibia, donde dijo que llevaría setenta años completar el proceso. Brecha salarial entre hombres y mujeres en África.